# Sîngera
Sîngera este un oraș din sectorul Botanica, municipiul Chișinău, Republica Moldova.
Orașul Sîngera este situat la sud-est de orașul Chișinău pe auto-magistrala Chișinău–Odesa întretăiat de râul Ișnovăț, la 18 km de centru municipal și 4 km de la stația Revaca.
Orașul Sîngera și localitățile  din componența lui, satele Dobrogea și Revaca ce activează  în baza   Legii  nr. 764 – XV din 27.12.2001 “Privind organizarea administrative teritorială”  a fost format la 30 martie 1988 prin decretul Sovietului Suprem nr.2617-XI.

## Istorie
Sîngera a fost atestată documentar pentru prima dată la 8 iunie 1485 cu denumirea Sultana. Se spune că, în urma unei bătălii crâncene dintre moldoveni și turci, ce s-a dus în valea satului, „se vărsară atâta sânge, încât acesta ajungea până la glezna cailor”, de aici și denumirea – Sângera. Conform recensământului populației din anul 1772-1775 Sîngera se afla în ținutul Orhei, ocolul Bâcului și aparținea lui Enache Damur. În localitate se numărau 6 gospodării, țărani dependenți, 3 aprozi care slujeau pe lângă divan și nu plăteau  impozit.
După datele recensământului din 1774 în sat existau 6 case. Alte date privind recensământul populației din anul 1817 arată că Sîngera dispunea de 121 de gospodării cu  663 de locuitori. În 1885 – a fost deschisă I școală, iar peste 5 ani aici învățau 17 băieți conduși de preotul Petru Naghița. La 1898 este întemeiată școala pe lângă biserică pentru fete și băieți, la 1910 – în școală studiau 50 de copii, iar peste 2 ani 70. Iar în anul 1947 s-au format două școli: de 7 ani și primară.
La începutul sec. XX, Sângera avea 100 de case, cu o populație de 782 suflete, țărani români, o școală elementară rusă. Locuitorii posedau 912 desetine de pământ. proprietarul, boierul C. Russo avea 616 desetine.
Potrivit izvoarelor bisericești, în anul 1912, de renumitul pictor rus Peskariov (?), a fost zidită din piatră, Biserica Adormirea Maicii Domnului din orașul Sîngera.
Actualmente în oraș mai funcționează un locaș sfânt cu hramul Sfinții drepții Părinți Ioachim și Ana.
Din 10 iunie 2004 în orașul Sîngera a început să funcționeze un post de radio prin eter 96,2 MHz FM fondat de Organizația Obștească de Informare din Sîngera, director Victor Mocanu.

## Demografie
Structura etnică, conform recensământului din 2014
     Moldoveni (86,57%)
     Români (8,26%)
     Ruși (2,78%)
     Ucraineni (1,58%)
     Găgăuzi (0,3%)
     Alții (1,42%)

### Structura etnică
Structura etnică a orașului conform recensământului populației din 2014:
| Grup etnic                                               | Populație | % Procentaj  |
| -------------------------------------------------------- | --------- | ------------ |
| Băștinași declarați Moldoveni Băștinași declarați Români | 8.534 823 | 85,67% 8,26% |
| Ruși                                                     | 277       | 2,78%        |
| Ucraineni                                                | 157       | 1,58%        |
| Găgăuzi                                                  | 30        | 0,30%        |
| Bulgari                                                  | 14        | 0,14%        |
| Alții                                                    | 67        | 0,67%        |
| Nedeclarat                                               | 60        | 0,60         |
| Total                                                    | 9.962     | 100%         |

## Administrație și politică
Componența Consiliului local Sîngera (23 de consilieri), ales la 5 noiembrie 2023, este următoarea:
|  | Partid                                       | Consilieri | Componență | Componență | Componență | Componență | Componență | Componență | Componență | Componență | Componență | Componență | Componență | Componență | Componență |
|  | -------------------------------------------- | ---------- | ---------- | ---------- | ---------- | ---------- | ---------- | ---------- | ---------- | ---------- | ---------- | ---------- | ---------- | ---------- | ---------- |
|  | Partidul Voința Poporului                    | 13         |            |            |            |            |            |            |            |            |            |            |            |            |            |
|  | Partidul Acțiune și Solidaritate             | 4          |            |            |            |            |            |            |            |            |            |            |            |            |            |
|  | Mișcarea Alternativa Națională               | 3          |            |            |            |            |            |            |            |            |            |            |            |            |            |
|  | Partidul Socialiștilor din Republica Moldova | 2          |            |            |            |            |            |            |            |            |            |            |            |            |            |
|  | Platforma Demnitate și Adevăr                | 1          |            |            |            |            |            |            |            |            |            |            |            |            |            |

## Orașe înfrățite
- Huși (România)[necesită citare]